# Lupta de eliberare a Syunikului
Lupta de eliberare a Syunikului din perioada 1722–1730 a început ca o revoltă a armenilor din regiunea Syunik (cunoscută la acea vreme și sub numele de Ghapan) din Armenia iraniană împotriva stăpânirii safavide și a triburilor și conducătorilor musulmani locali. Sub conducerea lui Davit Bek, un soldat armean din Georgia, nobilii armeni (melikii) din Syunik s-au unit și au stabilit un principat armean independent. Începând cu 1725, principatul armean din Syunik a rezistat încercărilor Imperiului Otoman de a ocupa regiunea. După ce inițial au obținut câștiguri și au ocupat o parte semnificativă a provinciei, otomanii au fost înfrânți în Bătălia de la Halidzor pe 26 februarie 1727. După această victorie, forțele lui Davit Bek i-au alungat complet pe otomani din Syunik, iar el a fost recunoscut de șahul safavid Tahmasp al II-lea ca conducător al Ghapanului. După moartea sa la mijlocul anului 1728, Davit Bek a fost succedat de unul dintre comandanții săi, Mkhitar Sparapet. În cadrul unui nou asalt, otomanii au capturat și distrus Halidzor la începutul anului 1729, forțându-l pe Mkhitar să fugă. Deși Mkhitar a continuat să reziste otomanilor și a obținut unele victorii, el a fost ucis de un grup de săteni armeni în Khndzoresk. Rămași fără lider, forțele armene s-au dispersat, iar otomanii au ocupat Syunik, deși unii armeni au continuat să opună rezistență din zonele muntoase inaccesibile. Rebeliunea a avut loc în același timp cu o revoltă armeană în regiunea vecină Karabah, cu care a cooperat ocazional în mod direct.

## Context
La începutul secolului al XVIII-lea, Armenia era împărțită între imperiile Otoman și Safavid. În regiunile muntoase Syunik (cunoscută la acea vreme și sub numele de Ghapan) și Karabah (denumită Artsakh de către armeni), rămășițele vechii nobilimi armene, numite meliki, continuau să existe ca conducători autonomi ai unor mici principate sub suzeranitatea iraniană. La sfârșitul secolului al XVII-lea, expansiunea Rusiei spre sud sub conducerea țarului Petru cel Mare a ridicat speranțe printre unii lideri armeni că s-ar putea forma o alianță cu Rusia pentru a elibera Armenia de sub dominația imperiilor musulmane. Cel mai notabil exemplu este cel al nobilului armean Israel Ori, originar din Syunik, care a mers la Moscova în 1701 și a elaborat un plan pentru o rebeliune în Armenia iraniană cu ajutorul Rusiei. Deși planul lui Ori nu a fost realizat, iar el a murit în Astrahan în 1711, liderii seculari și religioși armeni au continuat să interacționeze cu statul rus și au început să vadă în Rusia un aliat natural al poporului armean.
Între timp, statul safavid se apropia de prăbușire în anii 1720. Acțiunile șahului Soltan Hoseyn i-au înstrăinat pe supușii săi georgieni și armeni și au provocat o rebeliune în rândul supușilor sunniți ai imperiului din Caucaz și Afganistan în 1721. Slăbirea autorității centrale a permis, de asemenea, grupurilor lezgine să jefuiască Caucazul de Sud, determinând melicii armeni să-și întărească apărarea și forțele militare. În octombrie 1722, afganii au capturat capitala iraniană Isfahan după un asediu de șase luni. Profitând de situația haotică, Petru cel Mare a invadat Iranul în 1722 cu o armată de 61.000 de oameni. Acest lucru a reaprins speranțele armenilor și georgienilor aflați sub stăpânire iraniană că armele rusești ar putea contribui la eliberarea regiunii de sub dominația musulmană. La cererea lui Petru, a fost formată o armată comună armeno-georgiană, alcătuită din armata georgiană și trupele melicilor din Karabagh, pentru a se alătura forțelor ruse. Cu toate acestea, temându-se de un conflict cu otomanii și confruntându-se cu probleme logistice în campania sa, Petru a rămas în zona litorală a Mării Caspice și nu a înaintat în Caucazul de Sud. Prin Tratatul de la Sankt Petersburg, semnat la 12 septembrie 1723, Rusia a anexat coasta sud-vestică a Mării Caspice și a încheiat pace cu Iranul. Între timp, otomanii se pregăteau să invadeze Caucazul de Sud, adunând o armată numeroasă la Erzurum până la sfârșitul anului 1722.
Slăbirea statului safavid a permis, de asemenea, stăpânilor musulmani din Caucazul de Sud să-și mărească controlul asupra populației armenești din regiune. În plus, armenii în general și cei din Syunik în mod particular erau supuși unor taxe mari pentru a plăti campaniile șahului Tahmasp al II-lea împotriva afganilor. Deși revoltele armenilor din Syunik și Karabagh sunt adesea tratate ca un singur fenomen, existau o serie de diferențe între ele. Spre deosebire de Karabagh, care în acest moment era exclusiv armeană, Syunik avea deja o populație musulmană considerabilă, alcătuită din nomazi turci și kurzi care veneau regulat în zonele montane de pășunat din câmpiile Kura pentru o parte a anului. De asemenea, trupele melicilor din Syunik erau mai puțin organizate, iar melicii nu aveau inițial un singur lider în jurul căruia să se unească. Amenințați de musulmanii locali, în 1722 melicii din Syunik l-au trimis pe Stepanos Shahumian din Meghri la curtea regelui georgian Vakhtang al VI-lea pentru a cere ajutor. Vakhtang a acceptat să-i sprijine pe melici; a trimis pe Davit Bek, considerat unul dintre cei mai capabili ofițeri ai săi, împreună cu aproximativ 30 de soldați armeni.

## Revolta

### Împotriva triburilor musulmane și a safavizilor
Davit Bek a ales Shinuhayr ca prima sa bază de operațiuni și a început să repare fortăreața acestuia. Mai mulți melici din Syunik și alți lideri locali au venit să declare că sunt gata să-l urmeze. Printre aceștia se numărau Melik Toros din Chavndur, tanuteri (primari sau conducători de sate) din Goghtn și Djulfa, yuzbashii Pap și Pali, și Mkhitar Sparapet. La scurt timp, s-a alăturat și Melik Parsadan din Halidzor și Ter Avetis. Davit Bek a adunat o forță de 2000 de luptători și i-a transformat într-o armată disciplinată. Părintele Hovakim de la Mănăstirea Tatev a declarat sprijinul total al clerului armean pentru Davit Bek. Cu ajutorul țăranilor locali și al melicilor, el a reușit să apere zonele locuite de armeni de triburile musulmane. Primele acțiuni militare ale lui Davit Bek au fost îndreptate împotriva triburilor turcice și kurde. Mai întâi, el i-a înfrânt pe grupurile Karachorlu și Javanshir. Pe un platou numit Uchtapa, se spune că a învins mii de luptători din tribul Javanshir cu o forță de 400 de oameni. Victoriile sale au atras tot mai mulți armeni în rândurile sale.
Davit Bek a luptat și împotriva melicilor armeni care s-au opus revoltei. Printre aceștia se numărau Melik Baghir din Tatev, care s-a convertit la islam, și Frangul din Yeritsvank, alături de alții. Davit l-a ucis pe Baghir după o bătălie de două zile și i-a distribuit proprietățile. După această victorie, Davit Bek a făcut din Tatev noul său centru. Davit a instituit o disciplină strictă în rândul trupelor sale, pedepsind sever neascultarea și comportamentul nepotrivit. Pentru răspândirea panicii și lașitate, l-a condamnat la moarte pe prietenul său Pap și i-a închis temporar pe locotenenții săi Ter Avetis și Mkhitar Sparapet.
După ce a stabilit ordine și o forță militară puternică în Syunik, Davit Bek a început să facă campanie împotriva hanilor locali (guvernatori safavizi oficiali, dar în mare parte independenți odată cu prăbușirea autorității centrale) și altor stăpâni musulmani de diverse dimensiuni, care s-au unit împotriva lui. Tahmasp al II-lea, regele safavid din Qazvin, a trimis câteva trupe împotriva lui Davit. Prima mare victorie a lui Davit Bek a avut loc în bătălia de la Chavndur, unde rebelii armeni au înfrânt forțele combinate ale khanatelor din Bargushat și Karadagh. O altă victorie notabilă a fost cucerirea puternicei fortărețe Zeyva de către Mkhitar Sparapet și Ter Avetis. Pe 29 martie 1724, Davit Bek a asediat fortăreața strategic importantă Vorotnaberd și a cucerit-o după patru zile de lupte aprige. În mai 1724, o forță de 2.000 de luptători armeni din Karabagh, comandată de Avan Yuzbashi și Ivan Karapet (un reprezentant armean al lui Petru cel Mare), s-a alăturat forțelor lui Davit Bek. Ultimele bătălii între rebelii armeni și persani au avut loc în 1725 la Goghtn și Meghri. Mii de persani au fost uciși și au fugit spre sud, dincolo de râul Aras.

### Principatul lui Davit Bek
Ca urmare a campaniilor lui Davit Bek din perioada 1722-1725, întreaga regiune Syunik și unele zone învecinate au fost aduse sub controlul armenilor. Astfel, Davit Bek a devenit conducătorul unui principat armean independent, unde toți melicii s-au supus autorității sale. Granițele acestui principat corespundeau în mare parte cu granițele actualei provincie Syunik din Republica Armenia, extinzându-se de la districtul Sisian în nord până la râul Aras în sud, și de la munții Zangezur în vest până la o linie de puncte fortificate și așezări în est. Cel mai probabil punct fortificat de la est al principatului a fost Kulaberd, în actualul district Lachin din Azerbaidjan. Un principat musulman ostil separa regatul lui Davit Bek de melicile armenești din Karabagh.
Davit Bek a numit atât armenii georgieni, cât și localnicii ca comandanți. Mkhitar a fost numit comandant al armatei, sau sparapet. A fost creat un consiliu militar și un stat major. Unitățile armatei lui Davit Bek aveau propriile lor steaguri. Urmând aparent exemplul melicilor din Artsakh, Davit Bek a creat o serie de districte militare fortificate în Syunik numite sghnakhuri. La începutul anului 1723, fortăreața Halidzor a devenit noul centru al principatului. Davit Bek a extins fortificațiile și a adunat provizii acolo.

### Împotriva otomanilor

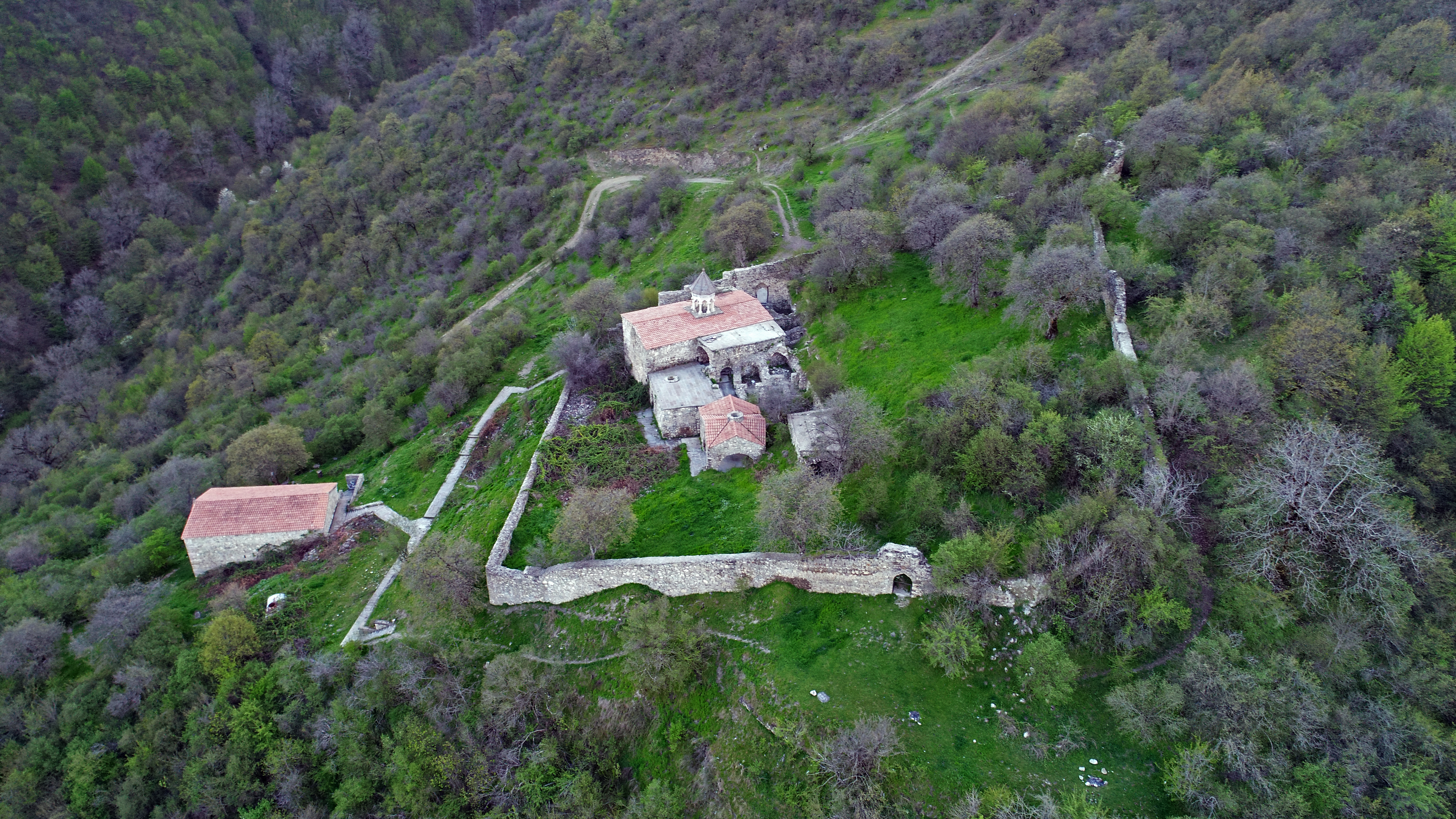
Fortăreața Halidzor, văzută din aer

În 1724, otomanii au invadat Iranul și Armenia de Est, capturând Tbilisi, Erevan și Hamadan. Prima încercare otomană de a pătrunde în Syunik a avut loc în primăvara anului 1725. Deși această primă încercare a eșuat, în 1726 otomanii au ocupat drumul comercial care trecea pe la sud de Syunik, cucerind Ordubad, Agulis și Meghri și pătrunzând în interiorul regiunii Syunik. Ei au fost susținuți de triburile turcice locale și de khanii iranieni. Armenii au suferit pierderi grele încercând să oprească înaintarea otomanilor. A apărut lipsa de unitate și demoralizarea în rândurile armenești. În acest context, Mkhitar și alți lideri au trimis o cerere de ajutor către Rusia pe 24 martie 1726. Cu toate acestea, Rusia semnase deja Tratatul de la Constantinopol cu Imperiul Otoman în 1724, recunoscând drepturile acestuia asupra teritoriilor iraniene din Caucazul de Sud, în afacerea țărmului Caspic. Rebelii armeni nu erau la curent cu aceste evenimente și continuau să spere într-o intervenție rusă.
În februarie 1727, otomanii au inițiat un asalt masiv, iar forțele armene s-au retras în fortăreața Halidzor. Alături de khanii din Bargushat și Karadagh, Karachorlu și alte forțe locale turcice și kurde, otomanii au început asediul Halidzorului pe 26 februarie 1726. Deși primele atacuri au fost nereușite, cu pierderi minore pentru apărători, un atac major cu mașini de asediu și scări le-a demonstrat apărătorilor că nu puteau rezista la infinit. Atunci, Davit Bek a propus un plan de a ieși din fortăreață și a lovi forțele asediatorilor. Iesirea a fost condusă de Ter Avetis și Mkhitar. Otomanii au fost surprinși și au început o fugă dezordonată, suferind pierderi grele în timp ce armenii îi alungau. Forțele lui Davit Bek au început să-i alunge pe otomani din Syunik. Această victorie spectaculoasă a revitalizat rebeliunea, iar mulți meliks care abandonaseră mișcarea s-au alăturat din nou lui Davit Bek. Forțele armene au obținut o altă mare victorie asupra otomanilor la Meghri, capturând fortăreața Meghri cu ajutorul localnicilor și provocând pierderi grele unui armate otomane, care a fost nevoită să fugă peste râul Aras. Pe lângă prada de război, rebelii au capturat mii de documente fiscale, pe care le-au distrus. Davit Bek a continuat să lupte împotriva otomanilor la Bekh, Ordubad și Agulis. Ca rezultat al victoriilor lui Davit Bek, Syunikul a fost din nou sub control armean.
Deși inițial principalul dușman al lui Davit Bek erau iranienii, el a ajuns rapid la concluzia că otomanii reprezintă o amenințare mult mai mare. Victoriile lui Davit Bek au lăsat o impresie puternică asupra lui Shah Tahmasp, care în 1727 i-a trimis o scrisoare lui Davit, recunoscându-l ca stăpân al Ghapanului și numindu-l guvernator și comandant al forțelor safavide din regiune. Davit Bek a căzut brusc bolnav în mijlocul anului 1728 și a murit la Halidzor. A fost succedat de locotenentul său, Mkhitar Sparapet. Mkhitar a continuat lupta împotriva otomanilor. Deși Mkhitar a obținut câteva victorii, o nouă campanie otomană a început, iar Halidzor a fost din nou asediat la începutul anului 1729. Ter Avetis și alții care îl urmau, crezând că victoria este imposibil de obținut, au cerut negocieri cu otomanii. Mkhitar, incapabil să-și convingă urmașii să continue lupta, a părăsit fortăreața sub acoperirea nopții. Ter Avetis a predat apoi Halidzorul otomanilor în schimbul unor garanții, dar pașa otoman a ordonat ca bărbații să fie uciși, iar femeile și copiii să fie luați prizonieri. Fortăreața Halidzor a fost distrusă.
După această înfrângere, Mkhitar a continuat să reziste ocupației otomane, reușind uneori să elibereze unele așezări. A învins otomanii la Ordubad în 1730. În același an, Mkhitar s-a dus la Khndzoresk pentru a se odihni. Un grup de localnici, temându-se că satul lor va fi distrus precum Halidzor din cauza prezenței lui Mkhitar, l-au ucis pe liderul rebel. Capul lui Mkhitar a fost trimis la pașa otoman din Tabriz, care a ordonat execuția ucigașilor. Forțele armene din Syunik s-au dispersat după moartea liderului lor. Unii au decis să se mute în teritoriile controlate de Rusia, în timp ce alții au continuat să reziste ocupației otomane din munții Syunik până în anii 1730, când Nader Khan (mai târziu Nader Shah) a recucerit teritoriile caucaziene de la otomani.